# Gust Van Haegenborgh

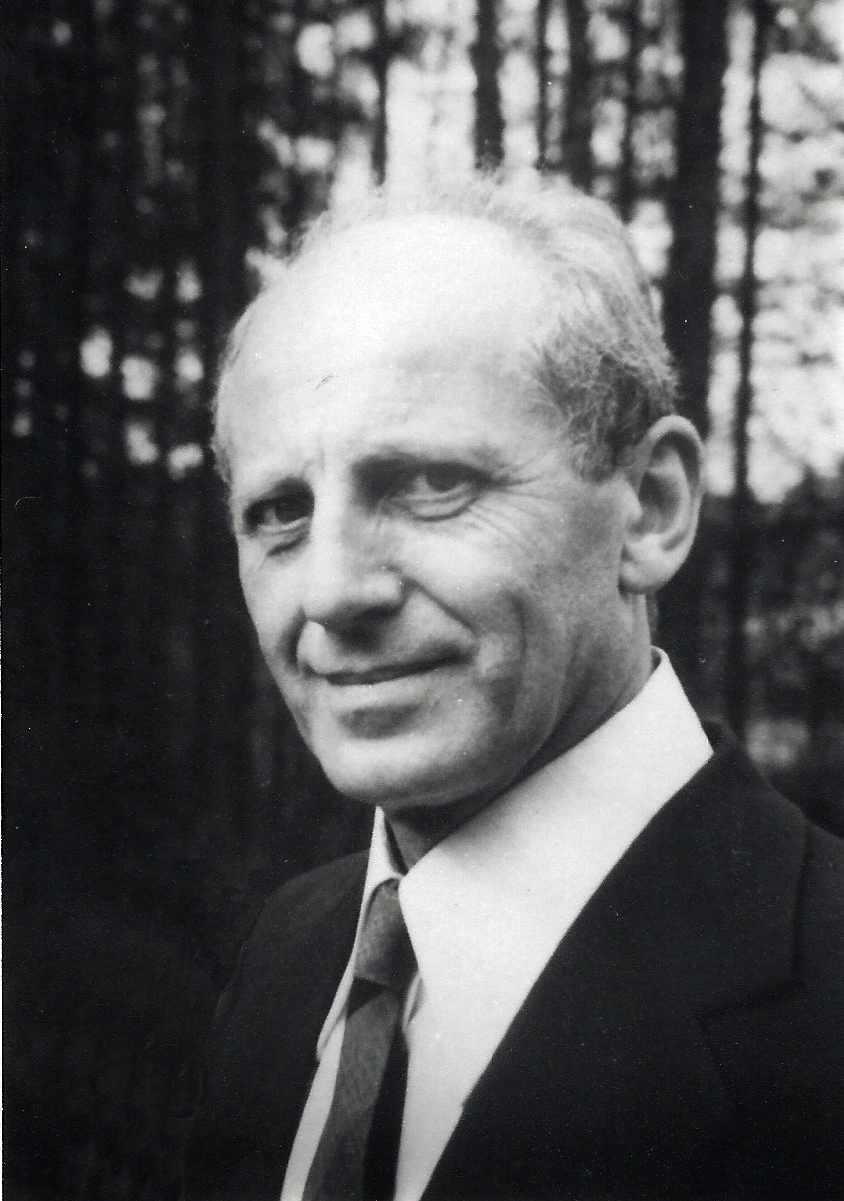
Van Haegenborgh Gust, Vlaams (Belgisch) katholiek priester, in 1958

Gust Van Haegenborgh (Leuven, 15 juni 1922 - Antwerpen, 5 november 1986) was een Belgisch katholiek priester uit Vlaanderen die actief was in het onderwijs, de jeugdbeweging en het pastoraal beleid.

## Jeugdjaren
Hij was de oudste in een gezin van zes kinderen. Na zijn lagere school studeerde hij aan het plaatselijk Sint-Pieterscollege (Leuven) waar hij vanaf 1934 actief was in de Katholieke Studentenactie (KSA). Bij het uitbreken van de Tweede Wereldoorlog was hij Knapenhoofdman van de KSA-Brabant. Een van zijn jongere broers, Ward, trad toe tot de congregatie van Scheut. Zijn zus Christiane trad in bij de Missiezusters van de Jacht.

## Hoger Onderwijs
Vanaf 15 september 1943 volgde hij Kerkelijk Hoger Onderwijs om vanaf 21 augustus 1946 Wijsbegeerte en Letteren - Klassieke filologie te studeren aan Katholieke Universiteit Leuven waar hij het diploma van licentiaat haalde. Hij verwierf eveneens aan dezelfde universiteit de diploma's van baccalaureus in de Filosofie en de Theologie. In 1953 behaalde hij een aggregaatsdiploma.

## Priester
Op zondag 9 februari 1947 werd hij tot priester gewijd van het aartsbisdom Mechelen.
Hij werd in 1949 benoemd als leraar aan het Heilig-Hartcollege (Ganshoren), waar hij Latijn, Grieks en Nederlands doceerde en titularis werd van de hoogste klassen van de Grieks-Latijnse en Wetenschappelijke humaniora. Die opdracht liep tot 1955.
In 1954 werd hij aangesteld tot diocesaan proost van de Vrouwelijke Katholieke Studerende Jeugd (VKSJ) van het aartsbisdom Mechelen. Hij promoveerde tot nationaal proost in 1962 en bleef dit tot 1967. In dat jaar werd hij algemeen verantwoordelijke voor de theologische en pastorale bezinning, van het nieuwe bisdom Antwerpen.
In 1969 volgde een nieuwe promotie tot directeur van het Theologisch en Pastoraal Centrum te Antwerpen. In 1973 werd hij verantwoordelijke voor de voortgezette vorming van priesters en leken in het bisdom Antwerpen. Hij was bovendien secretaris van de eerste Priesterraad en van de eerste Pastorale Raad, om in 1978 secretaris van het Interdiocesaan Pastoraal Beraad te worden.
Ten slotte werd hij op de vooravond van Allerheiligen 1981 bevorderd tot titulair kanunnik van de Onze-Lieve-Vrouwekathedraal (Antwerpen).

## Inspirerend
Als priester was hij inspirerend voor heel wat mensen, zowel jeugdigen als ouderen die hij kon begeesteren. Voorbeelden:
- Ast Fonteyne, voordrachtkunstenaar en docent dictie en voordracht op verschillende scholen en lerarenopleidingen die Van Haegenborgh leerde kennen in het Heilig Hartcollege in Ganshoren. Fonteyne had een uitgebreide briefwisseling met hem en tekende o.a. zijn portret. Op vraag van Ast diende Gust Van Haegenborgh de ziekenzalving toe aan Lina Adriaensen, de vrouw van Ast Fonteyne. Gust van Haegenborgh hield eveneens de homilie bij de uitvaart.

- Jeanne De Vos, een Belgische zuster die zich inzet voor hulp aan de armen in de sloppenwijken van Mumbai, India. Zij schreef: "Na zo'n bezoek aan de sloppenwijken kwam ik altijd thuis met de woorden van Gust Van Haegenborgh :"Men wordt meer mens naarmate men van de andere meer medemens wordt". We waren al goed in gang, maar we waren er nog lang niet. Toch vond ik rust in de gedachte dat "de weg onze thuis was.".

- Luis Sena, een Braziliaans bevrijdingstheoloog, die in de periode van de jaren 1960 internationaal proost was van de International Young Christian Students (IYCS) werd door Gust Van Haegenborgh gevraagd om naar India te gaan om daar naar het voorbeeld van Zuid-Amerika een nationale studentenbeweging op gang te trekken. Hij inspireerde op zijn beurt Jeanne De Vos die aanvankelijk weigerachtig stond tegen de voorstellen van Luis Sena.

## Citaat
```
De tafel bindt hen aan mekaar, 
Hun handen hebben mekaar gezocht, 
hun harten zijn één geworden. 
Zij hebben Hem herkend. 
Even maar. 
Maar het is goed zo, het volstaat. 
Alles is nu nieuw.
[
4
]
```

## Archief
KADOC. Documentatie- en Onderzoekscentrum voor Religie, Cultuur en Samenleving. KULeuven